# Jesus von Lübeck
Die Jesus von Lübeck war eine Lübecker Karacke, die um 1540 von der Hansestadt Lübeck an den König Heinrich VIII. von England verkauft wurde, um die Royal Navy zu verstärken. Bis 1568 tat sie als Jesus of Lübeck (The Jhesus of Lubeke) unter der Flagge Englands ihren Dienst.

## Geschichte
Karacken waren ein Mischtyp. Sie waren als Kriegs- und als Handelsschiffe ausgelegt und konnten in der einen wie in der anderen Funktion genutzt werden. Mit vier Masten und einer Verdrängung von rund 700 Tonnen gehörte die Jesus von Lübeck zu den größeren Schiffen ihrer Zeit. Sie wurde wohl um 1540 in Lübeck auf der Lastadie erbaut und hatte bei einer Länge von 91½ lübschen Ellen (etwa 52 m) eine Breite von 19½ Ellen.
Heinrich VIII. hatte bereits 1514 von Lübeck die Kraweel Salvator zur Verstärkung seiner Flotte zugekauft, die jedoch bereits kurz nach der Übernahme westlich von Calais im Ärmelkanal gesunken war. Die Jesus von Lübeck erwies sich insoweit für die Engländer als glücklicheres Schiff, das gute zwanzig Jahre im aktiven Einsatz bei der königlichen Flotte verblieb. Im August 1545 nahm sie vor Shoreham-by-Sea in erster Reihe an dem Seegefecht mit der französischen Flotte teil. Nach ihrem Einsatz als Kriegsschiff in der englischen Flotte wurde die Jesus of Lübeck von Königin Elisabeth I. 1563 in zivile Charter gegeben und fuhr zunächst im Handel mit Guinea und den Westindischen Inseln.

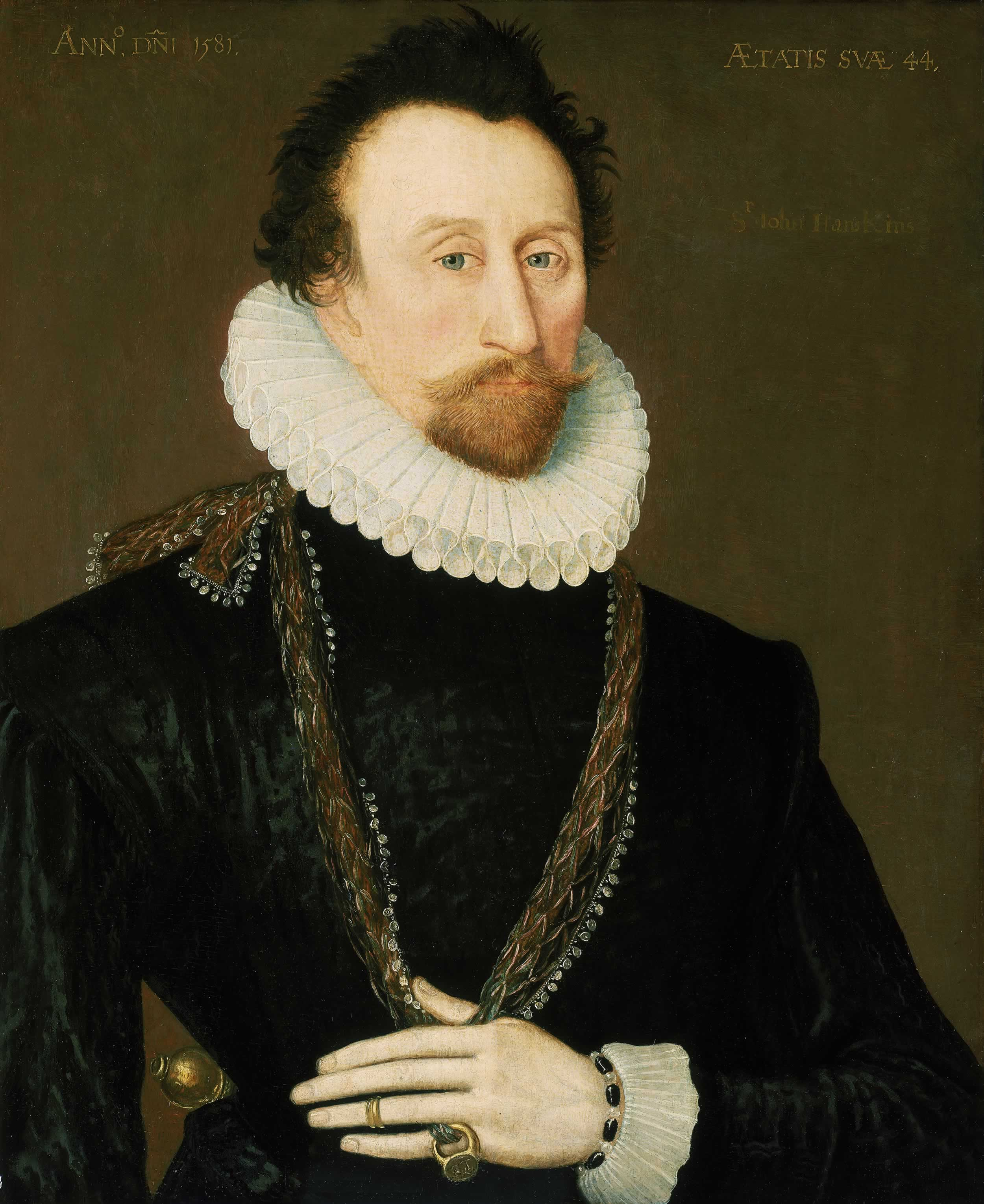
John Hawkins, Porträt von 1581

1564 wurde sie zum Flaggschiff des Freibeuters John Hawkins und gelangte unter englischer Flagge zum Einsatz im Sklavenhandel sowie im Kaperkrieg gegen die spanischen Gold- und Silberflotten, die zwischen Spanien und der Neuen Welt verkehrten. Bei einer unglücklich verlaufenen gemeinsamen Unternehmung Hawkins’ und seines Vetters Francis Drake kam es am 23. September 1568 auf der beengten Reede des mexikanischen Forts San Juan de Ulúa bei La Antigua zu einem Gefecht mit den an Stärke deutlich überlegenen Einheiten der spanischen Flotte, bei dem Drake auf der Judith und Hawkins auf der Minion mit nur diesen zwei Schiffen entkommen konnten. Die ohnehin inzwischen in ihrer Seetüchtigkeit eingeschränkte Jesus of Lübeck wurde zugunsten der seetüchtigeren Schiffe als Kugelfang aufgegeben, und ein Teil der zurückgelassenen englischen Mannschaften fiel mit ihr in spanische Hände. Von den Spaniern wurde das Schiff noch einmal zum Preis von 601 Dukaten veräußert.

## Modelle
Neuzeitliche Rekonstruktionsmodelle der Karacke Jesus von Lübeck befinden sich in der Sammlung des Museums für Kunst und Kulturgeschichte der Hansestadt Lübeck und des Museums Haus Hansestadt Danzig in Lübeck. Ein neues Modell für das Deutsche Technikmuseum Berlin ist inzwischen nach elf Jahren Bauzeit fertiggestellt und am 28. April 2016 der Öffentlichkeit präsentiert worden.